# Серф, Камилла
Ками́лла Серф (фр. Camille Cerf; род. 9 декабря 1994, Кале) — французская модель и дизайнер, победительница конкурса красоты «Мисс Франция 2015», участница международного конкурса «Мисс Вселенная 2014».

## Биография
Камилла Серф родилась 9 декабря 1994 года в Кале (О-де-Франс), а своё детство провела в Кулони. 
Камилла начала карьеру модели в возрасте 16 лет вместе со своей сестрой-двойняшкой Матильдой, приняв участие в конкурсе знаменитого агентства Elite. Камилла стала финалисткой этого конкурса, но продолжала совмещать карьеру модели с учёбой.
6 декабря 2014 года после победы на национальном конкурсе красоты Камилла была коронована как «Мисс Франция». Она стала первой представительницей Кале за всю историю конкурса, которая получила титул «Мисс Франция». Победа на национальном конкурсе позволила Камилле принять участие на международном конкурсе «Мисс Вселенная 2014», по итогам которого она вошла в топ-15 финалисток.
В 2019 году Камилла Серф выпустила выпустила собственную коллекцию нижнего белья в сотрудничестве с брендом «Pomm'Poire».